# الجريمة في فلسطين

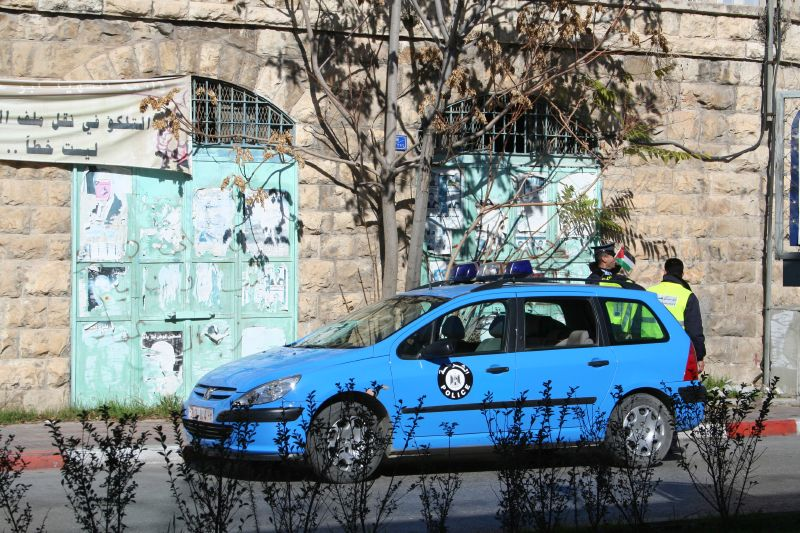
سيارة للشرطة الفلسطينية في بيت لحم.

الجريمة في دولة فلسطين تتواجد بأشكال مختلفة منها السرقة، والاتجار بالمخدرات، والاتجار بالأسلحة، والسطو، والاتجار بالبشر، والإرهاب.

## السجون والمسجونون

### السجون النشطة في فلسطين
بين عامي 2010 و2013، مولت هولندا مشروع تعزيز إدارة نظام السجون الفلسطينية وإعادة تأهيل نزلاء السجون المدنية التي تديره السلطة الفلسطينية المتمثلة بوزارة الداخلية الفلسطينية والشرطة المدنية الفلسطينية ومديرية مراكز الإصلاح والتأهيل.
تدير وزارة الداخلية الفلسطينية والشرطة المدنية الفلسطينية السجون التالية:
- سجن جنيد (شمال الضفة الغربية).[2]
- سجن أريحا

### السجون النشطة في غزة
اعتبارًا من عام 2012، كان هناك 5 سجون في قطاع غزة، تضم حوالي 1200 سجين. يضم السجن المركزي في مدينة غزة مهربي المخدرات ومتعاطي المخدرات. وتتراوح عقوبة تدخين الحشيش في قطاع غزة من السجن لمدة عام إلى الإعدام؛ حيث يتم إعدام المدنيين شنقاً وإعدام أفراد القوات المسلحة رمياً بالرصاص. وتدير السجون وزارة تابعة لحكومة حماس في غزة.
مركز إصلاح وتأهيل المرأة هو سجن النساء الوحيد في غزة. ويتراوح عدد السجينات بين 19-50 من النساء والرضع والأطفال الصغار.

## الجرائم حسب النوع

### الاتجار بالبشر
الدعارة في فلسطين غير قانونية بموجب القانون الفلسطيني.
أشار تقرير صدر عام 2009 عن صندوق الأمم المتحدة الإنمائي للمرأة (اليونيفيم) ومنظمة سوا - جميع النساء معًا اليوم والغد، وهي منظمة غير حكومية فلسطينية، إلى أن عددًا متزايدًا من النساء يلجأن إلى الدعارة بسبب الفقر والعنف.

### العنف ضد المرأة
توفيت إسراء غريب بتاريخ 22 أغسطس 2019 في مدينة بيت لحم دولة فلسطين. إسراء غريب، 21 عاماً، تعرضت للضرب حتى الموت في "جريمة شرف" لأنها نشرت صورة شخصية مع خطيبها قبل يوم من خطبتهما. ونفت عائلتها هذا الاتهام، قائلة إنها توفيت بسبب نوبة قلبية.

### جرائم الشرف
ووفقاً لتقديرات اليونيسيف في عام 1999، فإن ثلثي جرائم القتل في الأراضي الفلسطينية كانت على الأرجح جرائم شرف.

## التعذيب من قبل الأمن الفلسطيني
يشير التعذيب في دولة فلسطين إلى استخدام التعذيب والممارسات المهينة المنهجية ضد الفلسطينيين المحتجزين لدى القوات الفلسطينية في الضفة الغربية وقطاع غزة.

## جرائم الفلسطينيون في إسرائيل

#### سرقة السيارات
تعتبر سرقة السيارات جريمة كبرى يرتكبها الفلسطينيون. منذ بداية التسعينات، تزايدت معدلات السرقات في إسرائيل. بين عامي 1994 و2001، ارتفع معدل السرقات من 14.0 إلى 30.6 حالة لكل 100.000 نسمة. ومع ذلك، فإن صناعة الجريمة المنظمة المرتبطة بسرقة السيارات لا تشمل الفلسطينيين فحسب، بل تشمل أيضًا المواطنين الإسرائيليين، اليهود والعرب على حد سواء. وتجزأ السيارات المسروقة إلى اجزاء في "محلات القطع" في الأراضي الفلسطينية، ومن ثم تُباع هذه المركبات في السوق السوداء في إسرائيل. وأفيد أنه منذ بداية عام 2010 وحتى نهاية شباط/فبراير 2010، فُككت 910 سيارة مسروقة.

### تهريب الأسلحة
إن الاتجار بالأسلحة هو شكل آخر من أشكال الجريمة، وهناك العديد من الروابط بين رجال العصابات الإسرائيليين والفلسطينيين التي تسهل هذه المشاريع.

## جرائم إسرائيل في فلسطين
وفقًا لمسؤولين فلسطينيين، بين عامي 2005 و2015، وقع 11 ألف هجوم على الفلسطينيين من قبل يهود في الضفة الغربية والقدس الشرقية، بما في ذلك هجمات نهج دفع الثمن. وفي الفترة بين عامي 2010 و2015، قُتل ثلاثة فلسطينيين في هجمات حرق متعمد. وأبلغ عن هجمات حرق متعمد على ممتلكات 15 منزلاً و20 مسجدًا و4 كنائس.

## أنظر أيضا
- الجريمة في إسرائيل